# Cuspio Fado
Cuspio Fado (latín: Cuspius Fadus) fue el primer procurador romano de Judea.

## Carrera política
Cuando, en la primavera de 44, Herodes Agripa I murió, dejó un reino vasallo del Imperio Romano y un sucesor, su hijo Herodes Agripa II, muy joven. El emperador romano Claudio decidió entonces poner el área bajo el control romano directo: estableció la provincia de Judea, añadiendo al reino de Agripa I - que comprendía Iudaea, Idumea y Samaria- las regiones vecinas de Galilea y Perea; también decidió no confiar más el gobierno a un prefecto, como sucedió antes del ascenso de Agripa I al trono, sino a un procurador Augusti, un administrador del emperador.
Fado fue el primero de estos fiscales, también elegido para mantener bajo control al gobernador de Siria, Cayo Vibio Marso, quien había sido enemigo acérrimo de Agripa; la elección de un nuevo gobernador impidió a Marso extender su control sobre Judea.  Entre las disposiciones recibidas por Fado estaba la de castigar a los habitantes de Cesarea marítima y Sebaste, que habían deshonrado la memoria de Agripa y las imágenes de sus hijas: la orden del emperador para Fado era enviar al extranjero las tropas auxiliares de Judea, reclutadas con habitantes de las dos ciudades, y reemplazarlas por tropas sirias; siguiendo las solicitudes de perdón, el emperador volvió a su decisión.
En 45, el emperador envió a los sacerdotes judíos una carta en la que les concedía que guardasen las vestiduras del sumo sacerdote; Fado había sido informado, ya que previamente estas prendas debían ser preservadas por el gobernador romano.
Fado también tuvo que enfrentar y dominar tres rebeliones mesiánicas, lideradas por Teuda, un amram y Eleazaro ben Dinai. En particular, el primero convenció a una multitud de ser un profeta, y les ordenó tomar sus propiedades con ellos y seguirlo al Jordán, afirmando que podían abrir las aguas con su propia palabra; Fado envió un escuadrón de caballería para matarlos, y envió la cabeza de Teuda a Jerusalén .
Durante su mandato probablemente comenzó una severa hambruna que golpeó la zona, especialmente durante el gobierno del sucesor de Fado, Tiberio Julio Alejandro quien asumió el cargo en el 46.